# Halerolli.R.C., Basavana Bagevadi
Halerolli.R.C. là một làng thuộc tehsil Basavana Bagevadi, huyện Bijapur, bang Karnataka, Ấn Độ.